# François Magendie
François Magendie (1783-1855) foi um médico neurologista e fisiologista experimental francês que estudou a absorção e introduziu a estricnina, o iodeto, o brometo e o ópio na medicina,estudou a ação da morfina e estricnina,estudou o nitrogênio para a vida e que distinguiu as funções sensoriais e motoras dos nervos espinais. Magendie introduziu na investigação médica a utilização sistemática do animal de laboratório.[carece de fontes?]
Em 1843, referindo-se à frenologia, Magendie foi o responsável pela criação da expressão pseudociência.